# Euphrosyne (mythologie)

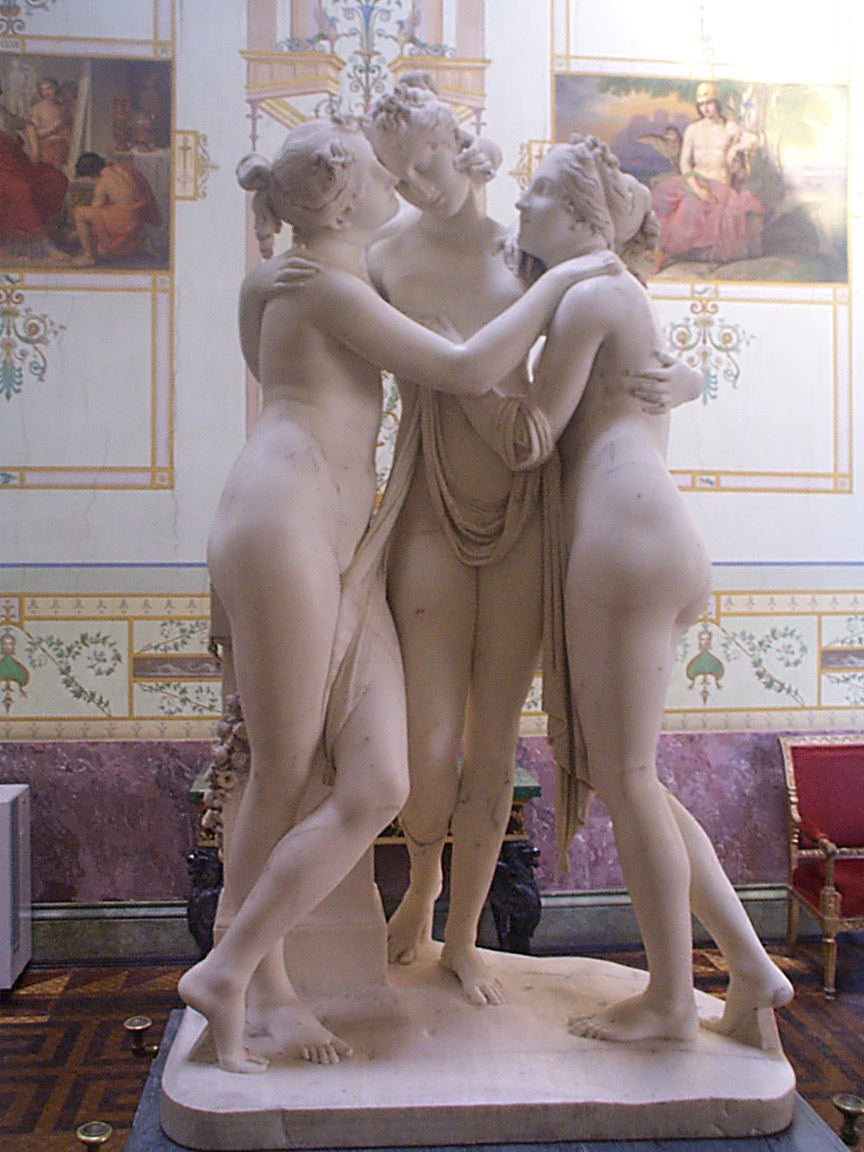
De drie Gratiën, met in het midden Euphrosyne.

Euphrosyne was in de Griekse mythologie een van de drie Charites (Gratiën), de dochters van Zeus en Eurynome. Ze personifieerden de schoonheid, vruchtbaarheid, creativiteit en charme, en werden vaak geassocieerd met de negen Muzen.

## Gerelateerde onderwerpen
- Aglaea
- Thalia
- Cleta
- Gepersonifieerde Concepten in de Griekse mythologie